# Piridostigmin
Piridostigmin je parasimpatomimetik i reverzibilni inhibitor holinesteraze. Pošto je ova suposanca kvaternarni amin, ona se slabo apsorbuje u stomaku i ne prelazi kroz krvno moždanu barijeru, izuzev u stresnim situacijama.

## Hemija
Piridostigmin, 3-[(dimetilaminokarbonil)oksi]-1-metil piridinijum bromid, se može sintetisati iz 3-hidroksipiridina reakcijom sa dimetilaminokarbamoil hloridom, čime se formira 3-(dimetilaminokarbamoil)piridin. Daljom reakcijom sa metilbromidom nastaje piridostigmin.

## Spoljašnje veze
|  | Molimo Vas, obratite pažnju na važno upozorenje u vezi sa temama iz oblasti medicine (zdravlja). |